# Sacra virginitas
Sacra virginitas (română castitatea sfântă), este titlul Enciclicei lansate de papa Pius XII în 25 martie 1954, și cuprinde o idee prețuită și încurajată de acesta cu privire castitatea și abstinența sexuală a celor care au fost sfințiți și aleși să-l slujească pe Dumnezeu. Papa în lucrarea sa laudă hotărârea celor care au ales această cale și sfătuiește pe ceilalți să le urmeze exemplul.

## Celibatul și castitatea
Celibatul și castitatea sunt lucruri pretinse de la acei care-l slujesc pe domnul, dintre aceștia fac parte preoții, membrii ordinului călugăresc și medicii. acesta este cel mai frumos dar și cea mai prețuită comoară care se poate face bisericii, menționează papa. Această formă de viață, de castitate creștină inspirează spre fapte bune și o viață care este închinată în slujba Domnului. Această viață ca apostol ușurează abstinența sexuală și renunțarea la căsătorie.